# Mel Krause
Mel Krause (Portland, Oregon, 1928. február 4. – Wilsonville, Oregon, 2008. június 13.) amerikai baseballedző.

## Fiatalkora
A portlandi Commerce Középiskola legjobb amerikaifutball-, baseball- és kosárlabda-játékosa volt. Az Oregoni Egyetemen baseballozott és kosárlabdázott, emellett a Minor League Baseball-beli Salem Senators és Eugene Emeralds csapatok játékosa volt.

## Pályafutása
1952-től középiskolák edzője lett; kezdetben a Milwaukie-i Középiskola edzője volt. 1956-ban a Franklin Középiskola, 1956-ban az Észak-eugene-i Középiskola, 1966-ban pedig a Sheldon Középiskola csapata is kijutott az állami bajnokságra.
1966-ban a Lane megyei Közösségi Főiskola férfikosárlabda-edzője lett, 1969-ben pedig az új baseballcsapat helyettes edzője volt, amely kijutott az NCAA regionális bajnokságára.
1970-ben az Oregon Ducks munkatársa lett; a baseballcsapat kétszer is divízióbajnok lett, majd 1981-ben költségvetési okokból a baseball-versenycsapat megszűnt. 1992-ben a Newbergi Középiskola edzője, később profi csapatok toborzója volt.

## Halála
2007. november 13-án akut mieloid leukémiával diagnosztizálták, hátralévő életét 2–6 hónapra becsülték. A diagnózis felállítása előtt nem sokkal jelentették be az Oregon Ducks baseballcsapatának újraalapítását; az új baseballstadion, a PK Park bejáratát róla nevezték el.
2008. június 13-án hunyt el wilsonville-i otthonában. Feleségével, Jannel négy gyermekük született.

## Emlékezete
A Portland Interscholastic League Sports Hall of Fame, az Oregon Sports Hall of Fame, a Northwest Athletic Conference Hall of Fame és a University of Oregon Athletic Hall of Fame tagja.

## Fordítás
- Ez a szócikk részben vagy egészben  a   Mel Krause című angol Wikipédia-szócikk ezen változatának fordításán alapul.  Az eredeti cikk szerkesztőit annak laptörténete sorolja fel. Ez a jelzés csupán a megfogalmazás eredetét és a szerzői jogokat jelzi, nem szolgál a cikkben szereplő információk forrásmegjelöléseként.